# Tillandsia koideae
Tillandsia koideae är en gräsväxtart som beskrevs av Werner Rauh och Elvira Angela Gross. Tillandsia koideae ingår i släktet Tillandsia och familjen Bromeliaceae. Inga underarter finns listade i Catalogue of Life.